# 미겔 페레스 주니어
미겔 페레스(Miguel Pérez, 1966년 4월 22일 ~ )는 푸에르토리코의 남자 프로레슬링선수다. 본명은 미겔 페레스 주니어(Miguel Pérez Jr.)다. 키는 189cm(6 ft 2 in) 몸무게는 109kg(241 lb)다. 그가 1985년 프로레슬링 입문으로 밝혀졌다. 피니쉬는 보리쿠아 스파이크(싯아웃 프론트 페이스락 커터), 싯아웃 사이드 슬램으로 사용을 한다.

## Professional wrestling highlights
- Finishing moves
  - Boricua Spike (Sitout front facelock cutter)
  - Sitout side slam
- Signature moves
  - Diving moonsault seated senton
  - Inside cradle
  - Jumping enzuigiri

## 수상
- DEW 월드 태그팀웨이트 챔피언 (1회) - 사비오 베가
- IWA 월드 하드코어웨이트 챔피언 (2회)
- IWA 월드 태그팀웨이트 챔피언 (14회) - 우라칸 까스띠쇼 (7회), 리키 반데라스, 페인, 피델 시에라 (1회), 로스 인토카블, 그란 아폴로 (1회), 사비오 베가 (2회), 어비스 (2회), 앤드 바이슨 스미스 (1회)
- IWA 월드 헤비웨이트 챔피언 (1회)
- WWC 월드 캐리비안 헤비웨이트 챔피언 (4회)
- WWC 월드 태그팀웨이트 챔피언 (5회) - 헤수스 까스띠쇼 주니어
- WWC 월드 노스 아메리칸 태그팀웨이트 챔피언 (3회) - 헤수스 까스띠쇼 주니어 (1회), 빅 레드 (1회), 토니 아틀라스 (1회)
- WWC 월드 푸에르 토리코 헤비웨이트 챔피언 (2회)
- WWC 월드 태그팀웨이트 챔피언 (4회) - 헤수스 까스띠쇼 주니어
- WWC 월드 노스 아메리칸 헤비웨이트 챔피언 (1회)
- WWC 월드 텔레비전웨이트 챔피언 (1회)
- 워스트 퓨드 오브 더 이열 (1997) - vs 디사이플 오브 아포칼립스